# Хшонстувек (Зґерський повіт)
Хшонстувек (пол. Chrząstówek) — село в Польщі, у гміні Паженчев Зґерського повіту Лодзинського воєводства.